# Lex van Delden (componist)
Lex van Delden, geboren als Alexander Zwaap (Amsterdam, 10 september 1919 – aldaar, 1 juli 1988) was een Nederlandse componist en klassieke muziek-recensent.

## Persoonlijk
Alexander Zwaap was enig kind van onderwijzer Wolf Zwaap en diens vrouw Sara Olivier. In 1953 werd de naam die hij sinds de bevrijding in 1945 had gebruikt (Lex van Delden - afgeleid van zijn onderduiknaam) officieel erkend. Hij was gehuwd met de actrice Jetty van Dijk. Hun zoon Alex Zwaap werd geboren in 1947 en werd bekend als acteur, eveneens onder de naam Lex van Delden.

## Levensloop

### Vroege jaren
Lex van Delden kreeg al jong pianoles - eerst van Martha Zwaga en later van Cor de Groot. Op elfjarige leeftijd begon hij met componeren, toen hij gedichten van Guido Gezelle op muziek zette daar een langdurige ziekte hem belette piano te spelen. Sindsdien is hij als autodidact blijven componeren. Ondanks zijn kunstzinnige begaafdheid en belangstelling (als veertienjarige begeleidde hij bijvoorbeeld de Duitse expressionistische danseres/choreografe Gertrud Leistikow, en bewoog hij zich tevens in de kring van Sem Dresden) ging hij in 1938 medicijnen studeren aan de Universiteit van Amsterdam.
In 1940 werd Nederland echter door de Duitsers bezet en in 1942 werd hij, als jood, gedwongen zijn studie te onderbreken. Hij zou haar nooit meer opvatten, omdat zijn hoop om neuro-chirurg te worden in de Tweede Wereldoorlog de bodem werd ingeslagen toen een in een schuilplaats exploderende carbidlamp hem het zicht in zijn linkeroog voorgoed vrijwel geheel ontnam. Hij sloot zich aan bij het ondergronds studentenverzet en werd na de oorlog voor zijn verzetswerk eervol vermeld door de president van de Verenigde Staten en het opperbevel der geallieerde strijdkrachten.
Nog tijdens zijn studie, in 1940, maakte hij zijn debuut als componist met de liederencyclus L'amour (1939; voor sopraan, fluit, klarinet en strijktrio), geschreven op verzoek van de jonge componist/dirigent Nico Richter, die de leiding had over het studentenorkest.

### Na 1945
Toen de oorlog, tijdens welke nagenoeg zijn totale familie ten slachtoffer viel aan de nazi-gaskamers, voorbij was, vond Van Delden bijna onmiddellijk zijn weg in het Nederlandse culturele leven, deels via de contacten die hij als lid van het verzet had gemaakt - aanvankelijk als huiscomponist/muzikaal leider van de eerste naoorlogse balletgroep, Op Vrije Voeten, die naderhand overging in het Scapino Ballet, en vanaf 1947 als muziekredacteur van het dagblad Het Parool (tot 1982).
De eerste van zijn composities waarmee hij definitief de aandacht op zich vestigde was Rubáiyát (op negen kwatrijnen van Omar Khayyám in Edward FitzGeralds Engelse vertaling, 1948; voor gemengd koor met sopraan- en tenorsolo's, twee piano's en slagwerk), dat in 1948 werd bekroond met de Grote Muziekprijs van de Stad Amsterdam. Dit onverwacht succes werd weldra bestendigd door de toekenning van twee Eerste Prijzen door de Northern California Harpists' Association: in 1953 voor zijn Harpconcert (1951/'52) en in 1956 voor de Impromptu (1955; voor harp solo).
Gedurende de jaren vijftig en zestig was Lex van Delden een der meest uitgevoerde componisten van zijn generatie. Tal van zijn composities ontstonden uit opdrachten (van onder meer de Nederlandse regering, de Gemeente Amsterdam en de radio) en werden met groot succes gespeeld door het Concertgebouworkest onder befaamde dirigenten als George Szell, Charles Münch, Eduard van Beinum, Eugen Jochum, Willem van Otterloo en Bernard Haitink, en door vele andere gerenommeerde ensembles en solisten. Van Delden was Ridder in de Orde van Oranje-Nassau (1972) en ontving tevens de Speld van Verdienste van de Stad Amsterdam (1982), in welke plaats hij op 1 juli 1988 overleed. Op 15 oktober 2013 is een nieuwe brug naar hem vernoemd aan de Amsterdamse Zuidas.

## Werk
Uit vele van zijn werken spreekt een diep gevoelde sociale bewogenheid. Zo ontstond het orkestwerk In Memoriam (1953) onder de indruk van de grote stormramp van 1953 in Nederland, België en Engeland, en vormt het oratorium De Vogel Vrijheid (1955) een emotioneel protest tegen de slavernij, terwijl het radiofonisch oratorium Icarus (1962) de ruimtevaart als heilloos van de hand wijst, en Canto della Guerra (naar Erasmus, 1967; voor gemengd koor en orkest) een felle veroordeling van de oorlogvoering behelst. Enkele van zijn composities hebben Bijbelse onderwerpen tot thema, met name Judith (1950; een balletmuziek voor fluit, klarinet, piano en strijktrio) en Adonias' Dood (naar Joost van den Vondel, 1986; voor mannenkoor en harmonieorkest).
Zijn maatschappelijk engagement bleek evenzeer uit zijn bereidheid om diverse bestuurlijke functies op zich te nemen, waaronder het voorzitterschap van het Genootschap van Nederlandse Componisten (GeNeCo) en dat van de auteursrechtorganisaties Buma en Stemra. Voorts was hij onder meer bestuurslid van de International Society for Contemporary Music (I.S.C.M.) en lid van het Nederlands Comité van de Internationale Muziekraad (UNESCO).
Lex van Delden geloofde sterk in de voortdurende waarde der tonaliteit in de ruimste zin van het woord en gaf er de voorkeur aan om gehoor te geven aan zijn eigen spontane creatieve impulsen, waarbij hij zijn ideeën in een uniek persoonlijk idioom gestalte gaf, in plaats van zich te voegen naar de verschillende muzikale modes van het moment. Ook legde Van Delden dikwijls zin voor de reële behoeften van de concertpraktijk aan de dag. Vandaar dat men onder zijn composities zovele stukken aantreft voor instrumenten of combinaties die in de regel zelden aan bod komen, maar waarvoor door de uitvoerenden een uitbreiding van hun repertoire werd gewenst. Als hij zich al bewust beïnvloed achtte door enige voorganger, dan was het misschien door een oude meester als Jan Pieterszoon Sweelinck, wiens solide constructivisme stellig bijdroeg tot zijn eigen hoogontwikkeld vormbesef.
Matthijs Vermeulen omschreef zijn orkestpalet ooit als 'okerachtig, korrelig, bronsachtig, in velerlei kleine verscheidenheden, als het ware improviserend, zonder voorbedachten rade, voor de vuist weg'. En Jan Mul heeft er op gewezen dat Van Deldens muziek getuigt van een idealistische levenswil, ongetwijfeld een gevolg van zijn traumatische ervaringen tijdens de oorlog. Zijn werken worden gekenmerkt door helderheid - hevig dramatische episoden worden afgewisseld door intens lyrische passages, waarin bijwijlen onmiskenbaar een echo van de extatische cantorzang in de synagoge hoorbaar is, nimmer met het doel om de luisteraar te overweldigen, maar integendeel om te trachten een niet-geforceerde communicatie tot stand te brengen met het publiek.
De meeste van zijn vóór en tijdens de oorlog geschreven composities, zo'n dertig in totaal, gingen in 1944 verloren bij het bombardement op Nijmegen. Het merendeel van zijn ongeveer 125 bewaard gebleven werken dateert dan ook van na de oorlog. 
Zijn oeuvre bestrijkt alle genres uitgezonderd opera en kerkmuziek, met onder meer (behalve de reeds genoemde titels):
- Piccolo Concerto, voor 12 blazers, pauken, slagwerk en piano, orkestwerken zoals Musica Sinfonica, Bafadis en Trittico, 8 symfonieën (No. I: De Stroom - Mei 1940, voor sopraan, gemengd koor en orkest, No. II: Sinfonia Giocosa, No. III: Facetten, No. VII: Sinfonia Concertante, voor 11 blazers);
- concerten voor fluit, harp, piano, slagwerk, trompet, viool, 2 hobo's, 2 sopraan-saxofoons, 3 trombones (Piccola Musica Concertata), 2 strijkorkesten, elektronisch orgel en voor viool, altviool en contrabas; 3 oratoria (onder andere Anthropolis) en vele andere koorwerken (onder andere Partita Piccola, voor gemengd koor a capella, en Dierlijke Suite, voor mannenkoor en klein fanfareorkest);
- kamermuziek, onder andere stukken voor piano solo en voor viool en piano, 3 strijkkwartetten, een strijkkwintet, een strijksextet, 2 pianotrio's, een saxofoonkwartet (Tomba), een koperkwintet, 2 sextetten (Judith en Sestetto per Gemelli), een nonet en vele werken voor harp (solo en in verschillende combinaties: onder andere Catena di Miniature, voor fluit en harp, en Musica Notturna a Cinque, voor 4 cello's en harp); liederen (onder andere De Goede Dood en Drie Sonnetten van Shakespeare); muziek voor ballet (onder andere Tij en Ontij) en toneel (onder andere Macbeth en Lucifer).